# Preishac (Landes)
Preishac (en francès Préchacq-les-Bains) és un municipi francès situat al departament de les Landes i a la regió de la Nova Aquitània.

## Demografia
| 1962                                       | 1968 | 1975 | 1982 | 1990 | 1999 | 2007 |
| ------------------------------------------ | ---- | ---- | ---- | ---- | ---- | ---- |
| 465                                        | 471  | 452  | 428  | 462  | 462  | 583  |
| Des de 1962: població sense dobles comptes |      |      |      |      |      |      |

## Administració
| Període   | Identitat        | Partit |
| --------- | ---------------- | ------ |
| 2001-2008 | Élisabeth Vielle |        |
| 2008-     | Sabine Lacaule   |        |